# Junkajaure (Jukkasjärvi socken, Lappland)
Junkajaure är en sjö i Kiruna kommun i Lappland och ingår i Torneälvens huvudavrinningsområde. Junkajaure ligger i Rautas fjällurskog Natura 2000-område.